# Championnats du monde de cyclisme sur piste 1938
Navigation
Copenhague 1937 Milan 1939
Les Championnats du monde de cyclisme sur piste 1938 ont eu lieu du 27 août au 4 septembre à Amsterdam, aux Pays-Bas. Les épreuves se sont déroulées au vélodrome du stade olympique d'Amsterdam.
Au total, environ 60 athlètes de 14 pays sont au départ, y compris pour la première fois un coureur chinois.
Les finales des championnats du monde sur piste se déroulent devant 40 000 spectateurs. Les Pays-Bas, pays organisateur, voient triompher avec beaucoup d'enthousiasme leurs sprinteurs Arie van Vliet (professionnels) et Jef van de Vijver (amateurs), les deux protégés de l'ancien coureur Guus Schilling, tandis que les Allemands réalisent le doublé sur l'épreuve du demi-fond.
Durant la course de demi-fond, l'entraîneur à motocyclette Felicien Van Ingelghem (de) provoque une chute, dans laquelle le belge August Meuleman, le luxembourgeois Josy Kraus et  Victor Philippe, l'entraîneur de Meuleman sont blessés,.
Pour la première fois la poursuite individuelle est au programme des mondiaux sur piste, mais pas officiellement, seulement comme course de démonstration. Elle est remportée par le Néerlandais Gerrit Schulte devant ses compatriotes Jan Pijnenburg et Frans Slaats.

## Résultats

### Podiums professionnels
| Compétition | Or                      | Argent                   | Bronze                    |
| ----------- | ----------------------- | ------------------------ | ------------------------- |
| Vitesse     | Arie van Vliet Pays-Bas | Jef Scherens Belgique    | Albert Richter Allemagne  |
| Demi-fond   | Erich Metze Allemagne   | Walter Lohmann Allemagne | Eduardo Severgnini Italie |

### Podiums amateurs
| Compétition | Or                         | Argent                        | Bronze               |
| ----------- | -------------------------- | ----------------------------- | -------------------- |
| Vitesse     | Jef van de Vijver Pays-Bas | Bruno Loatti Royaume d'Italie | Jan Derksen Pays-Bas |

## Tableau des médailles
| Rang | Nation    | Or | Argent | Bronze | Total |
| ---- | --------- | -- | ------ | ------ | ----- |
| 1    | Pays-Bas  | 2  | 0      | 1      | 3     |
| 2    | Allemagne | 1  | 1      | 1      | 3     |
| 3    | Italie    | 0  | 1      | 1      | 2     |
| 4    | Belgique  | 0  | 1      | 0      | 1     |

## Liste des engagés
D'après L'Auto :
- Vitesse professionnels
  -  Allemagne. — Albert Richter, Mathias Engel.
  -  Belgique. — Jef Scherens, K. Kaers, Cools.
  -  Danemark. — Willy Falck Hansen, Anker Meyer Andersen.
  -  France. — Louis Gérardin, Guy Renaudin, Lucien Michard.
  -  Italie. — Benedetto Pola[5].
  -  Pays-Bas. — Arie van Vliet, J.-J. Kremers, J. Peperkamp.
  -  Suisse. — Joseph Dinkelkamp.

- Vitesse amateurs
  -  Allemagne, — Jean Schorn, Gerhard Purann, Heinz Hasselberg, Horn (R.).
  -  Royaume-Uni. — D.-S. Horn. W.-W.Maxfield, F.-W. Tickler, B. Malcolm (Bombay).
  -  Belgique. — G. Deny, Émile Gosselin, J.Hendrickx.
  -  Chine. — Howard Wing.
  -  Danemark. — H.-C. Nieleen, P. Braek, P. Hoeltzner, K.-B. Andersen (R.).
  -  France. — Georges Maton, Jean Noblet.
  -  Italie. — Bruno Loatti, Primo Bergomi, Italo Astolfi[5].
  -  Pays-Bas. — Hendrik Ooms, Jef van de Vijver, Jan Derksen, P.-W. Smits (R.).
  -  Pologne. — J. Kuperzack, J. Jedrzejewski.
  -  Suisse. — H Ganz.
  -  Tchécoslovaquie. — Miroslav, Jung-Vilem Jaki.

- Demi-fond
  -  Allemagne. — Walter Lohmann, Erich Metze, Adolf Schön (R.).
  -  Belgique. — August Meuleman, Georges Ronsse
  -  Danemark. — Mogens Danholt.
  -  Espagne. — Alejandro Fombellida.
  -  France. — Henri Lemoine, Georges Paillard.
  -  Hongrie. — Béla Szekeres.
  -  Italie. — Edoardo Severgnini, Aldo Canazza.
  -  Luxembourg. — Josy Kraus.
  -  Pays-Bas. — Cor Wals, Dirk Goenewegen.
  -  Suisse. — Théo Heimann.